# Susa (província)
A província de Susa (em árabe: ولاية سوسةة; em francês: gouvernorat de Sousse) é uma província do litoral oriental da Tunísia.
- capital: Susa
- área: 2 669 km²
- população: 544 413 habitantes (2004);[2] 655 900 (estimativa de 2013)[3]
- densidade: 204 hab./km² (2004)

| Delegação              | População em 2004 |
| ---------------------- | ----------------- |
| Akouda                 | 25 717            |
| Bouficha               | 23 581            |
| Enfida                 | 43 426            |
| Hammam Sousse          | 34 685            |
| Hergla                 | 7 913             |
| Kalaâ Kebira           | 51 196            |
| Kalâa Seghira          | 27 726            |
| Kondar                 | 11 636            |
| M'saken                | 85 380            |
| Sidi Bou Ali           | 17 606            |
| Sidi El Héni           | 11 614            |
| Sousse Jawhara         | 62 663            |
| Sousse Medina          | 29 680            |
| Sousse Riadh           | 65 333            |
| Sousse Sidi Abdelhamid | 46 257            |